# Остеомієліт
Остеомієлі́т — запальне захворювання кісткової тканини або кісткового мозку з ураженням елементів кістки, яке зазвичай спричинюють піогенні бактерії.
Може виникнути внаслідок відкритих пошкоджень, коли порушується цілісність шкіри, м'язів, надкісниці (травматичний остеомієліт), або гематогенним шляхом з віддалених запальних вогнищ (гематогенний остеомієліт).

## Остеомієліт гематогенний
Зустрічається переважно у дітей. У дітей грудного віку джерелом може бути пупковий сепсис.
Збудники — стафілокок, стрептокок, мікобактерія туберкульозу тощо.
Гострий гематогенний остеомієліт може уражати будь-яку кістку скелета людини. Але частіше за все процес локалізується у довгих трубчастих кістках, рідше — в пласких та коротких кістках. У трубчастих найчастіше уражається метафіз та діафіз. Проникнення збудника у кров при гематогенному остеомієліті може відбуватися найрізноманітнішими шляхами.

### Клінічні прояви
Захворювання, як правило, починається раптово високим підйомом температури та появою невизначеної локалізації болю в одній з кінцівок. При тяжкій інтоксикації можуть бути втрата свідомості, іноді судоми, серцево-судинна недостатність.
Перші дві доби біль у кінцівці носить вкрай різкий характер. У ряді випадків кінцівка перебуває у вимушеному положенні. У м'яких тканинах ураженої кістки швидко наростає набряк, він може досягати значних розмірів. Шкіра напружена, відзначається підвищення місцевої температури. Гіперемія шкіри з'являється після прориву абсцесу у м'які тканини, при пальпації визначається підшкірна флуктуація. У наступні дні гарячка тримається на високих цифрах температури тіла, без значних коливань. Загальний стан хворого залишається тяжким. Відзначаються явища інтоксикації: головний біль, нездужання, ломота в тілі, втрата апетиту, спрага. При утворенні метастатичних гнійних вогнищ в інших кістках, внутрішніх тканинах або органах загальний стан хворого різко погіршується. У крові високий лейкоцитоз, збільшена ШОЕ, падіння вмісту гемоглобіну, зсув лейкоцитарної формули вліво.
При місцевій формі температура тіла тримається на менш високих цифрах, біль має локальний характер у кінцівці. Після прориву гнійника стан хворого швидко покращується, температура знижується, процес набуває хронічного перебігу. До ускладнень гострого гематогенного остеомієліту належать сепсис (септицемія та септикопіємія).
Діагноз «остеомієліт» ставиться без складнощів. Він засновується на типовому анамнезі, характерній клінічній картині. Однак, слід пам'ятати, що початкові зміни у кістках рентгенологічно визначаються тільки на третьому тижні від початку захворювання.
ЛікуванняВсі хворі гострим остеомієлітом підлягають госпіталізації. Лікування проводять комплексно: антибіотиками з одночасним хірургічним втручанням та загальноукріплюючими засобами у поєднанні зі спокоєм ураженої кінцівки.

## Остеомієліт хронічний

### Клінічні прояви
Перехід гострого гематогенного остеомієліту у хронічний характеризується покращенням загального стану, зниженням температури, зникненням болю. Однак уражена ділянка залишається набряклою, кінцівка потовщена, функція її повністю не відновлена. На місцях розрізів або прориву гною формуються нориці, що з'єднуються з кісткою. Зовнішній отвір свища невеликий та оточений ділянками грануляції. З нориці постійно в невеликій кількості виділяється гній. Нориця закривається тільки після видалення або відходження секвестра. Іноді нориці тимчасово закриваються, але при затримці гною у м'яких тканинах з'являється біль та підвищується температура тіла. Потім нориця відкривається знову. На рентгенограмі визначається типова картина ущільнення окремих ділянок кістки з наявністю секвестра.

### Лікування
У початковий період триває антибіотикотерапія та загальноукріплююче лікування. При виявленні секвестрів, що підтримують хронічне запалення, показана операція — видалення секвестрів, грануляцій та некротичних тканин.

## Остеомієліт вогнепальний
Нагноєння у зоні вогнепального пошкодження кістки. Некроз кістки при вогнепальному остеомієліті буває зазвичай первинним внаслідок порушення живлення кісткових уламків, які не зв'язані із надкісницею та м'якими тканинами. Ці некротичні ділянки кістки інфікуються та являють собою секвестри, які підлягають видаленню. Вогнепальний остеомієліт подовжує строки лікування вогнепальних переломів, погіршує функціональні результати, сприяє утворенню контрактур та анкілозів.

### Клінічні прояви
Висока температура, млявий перебіг вогнепального поранення, рясне гнійне виділення, нерідко швидко зростаюча анемія та виснаження пораненого. На рентгенограмах визначаються кісткові уламки, відшарування надкісниці у вигляді бахроми та уповільнене утворення кісткової мозолі. При хронічному вогнепальному остеомієліті поряд з утворенням кісткової мозолі спостерігаються секвестри та нориці, які ведуть у секвестральну порожнину, що чітко видно на рентгенівському знімку при фістулографії. Попри зростання переломів, періодично відкриваються нориці з рясним гнійним виділенням.

#### Лікування
Є комплексним. Застосовують антибіотики, загальноукріплююче лікування та хірургічне видалення секвестра.

#### Профілактика
Рання первинна хірургічна обробка вогнепальних переломів кісток з наступним вправленням уламків, іммобілізацією, антибіотики місцево та внутрішньом'язово.